# Александровка (Саратовский район)
Александровка — село в Саратовском районе Саратовской области России.  С 1 января 2022 года входит в состав городского округа Саратова.

## Физико-географическая характеристика
Село располагается на юге-западе Саратовского района города, в 7 километрах от административного центра посёлка Тепличный. Село располагается по железнодорожному полотну Саратов — Волгоград, имеется станция пригородных поездов.
Климат
Климат в селе умеренно холодный. Наблюдается большое количество осадков, даже в самый засушливый месяц (согласно классификации климатов Кёппена — Dfa).
Часовой пояс
село Александровка, как и вся Саратовская область, находится в часовой зоне МСК+1. Смещение применяемого времени относительно UTC составляет +4:00.
Уличная сеть
В селе пятнадцать улиц и два переулка (Берёзовый и Мирный). Также к населённому пункту относятся территории шести садово некоммерческих товариществ: Ласточка, Берёзка, Путеец-2, Икарус-89, Гудок, Путеец.

## Население
| 2002 | 2010  | 2019  |
| ---- | ----- | ----- |
| 1686 | ↗1782 | ↗1914 |

На 1 января 2019 года в селе проживало 1914 человек, насчитывалось 588 двора.

## Инфраструктура
На территории населённого пункта свою работу осуществляют:
- общеобразовательная школа,
- детский сад «Гнёздышко»,
- филиал детской школы искусств,
- библиотека, книжный фонд которой составляет 5272 экземпляра, оформлена подписка на 25 наименований периодических изданий. Пользуются учреждением 500 человек[8];
- фельдшерско-акушерский пункт.

Работают шесть предприятий розничной торговли и почтовое отделение.
В границах села осуществляет свою деятельность завод по производству газобетонных строительных материалов из местного сырья, добываемого на территории Саратовского района на песчаном месторождении «Александровка 3».
Также на территории села работает путевая машинная станция № 50, которая создана на базе Багаевской механизированной дистанции железнодорожного пути.
Село газифицировано, газоснабжением пользуется 581 абонент.

## Транспорт
Проезд от стадиона «Волга» в Саратове на автобусах № 217.
В селе есть два остановочных пункта Багаевка и Александровка, на котором останавливаются пригородные электропоезда.

## Достопримечательности
- Западнее населённого пункта расположилась Курганная группа из 10 курганов периода 2 тыс. до н. э. — 1 тыс. до н. э. Памятник исторического наследия.
- На реке Черниха ранее располагались плотины, которые создавали каскад из семи прудов. По форме они напоминали капельку. Сейчас от этих прудов осталось четыре и ни одного в самом населённом пункте.
- Пруд «Карасинка», был выкопан по приказу местного барина для украшения усадьбы. На его берегах была булыжная мостовая, сиреневая аллея, прогулочная лодочная станция. Этот пруд сохранился до сих пор.